# Pitcairnia hatschbachii
Pitcairnia hatschbachii är en gräsväxtart som beskrevs av Edmundo Pereira. Pitcairnia hatschbachii ingår i släktet Pitcairnia och familjen Bromeliaceae. Inga underarter finns listade i Catalogue of Life.